# Aníbal de Mar
Evaristo Simón Domínguez, más conocido por su nombre artístico de  Aníbal de Mar (Yateras, Guantánamo, 26 de octubre de 1908-Miami, 22 de febrero de 1980), fue un humorista cubano. Creador e intérprete del personaje el Tremendo Juez, del programa radial y televisivo La tremenda corte, que aún en la actualidad se difunde tanto en la radio como en VHS y DVD.
También fue un reconocido actor de radioteatro en algunas emisoras de su país e hizo películas con su personaje Filomeno.

## Biografía
Aníbal inició su carrera en 1934 trabajando en los diferentes teatros de la isla. En una de las presentaciones que realizaba en Santiago de Cuba con don Pancracio y los personales de Felipitos, realiza la caracterización de varios personajes al mismo tiempo. Finalmente, el espectáculo fue llevado a la televisión y años más tarde se rodó la película Una aventura peligrosa en 1939.
En 1934 interpretó a un detective chino llamado Chan-Li Po en la serie radial del mismo nombre y también lo interpretó en la película sonora La serpiente roja, basado en el detective del cine estadounidense Mr. Chan, fue escrita por Félix B. Caignet, colaboró Nenita Viera.
El éxito de la serie derivó en una película con el mismo nombre en 1937, coestelarizaron la actriz Pituka de Foronda y el actor Carlos Badias, y fue dirigida Ernesto Caparros y también escrita por Caignet.
En 1941 comenzó la colaboración con Leopoldo Fernández, encarnando a Filomeno y el último a Pototo, en un espacio radial llamado Pototo y Filomeno, siendo así con el término de su colaboración después de que el grupo de protagonistas tomaran caminos distintos al final de los años. Murió el 22 de febrero de 1980 en Miami, Estados Unidos, a la edad de 71 años.